# Талдыбулак (Талгарский район)
Талдыбулак (каз. Талдыбұлақ) — село в Талгарском районе Алматинской области Казахстана. Входит в состав Бельбулакского сельского округа. Код КАТО — 196235300.

## Население
В 1999 году население села составляло 2360 человек (1177 мужчин и 1183 женщины). По данным переписи 2009 года, в селе проживали 3583 человека (1844 мужчины и 1739 женщин).